# Pan Zhang
|  | Aquest article tracta sobre el general de Wu Oriental. Si cerqueu la figura llegendària, vegeu «Pan Zhang & Wang Zhongxian». |

En aquest nom xinès, el cognom és Pan.
Pan Zhang (mort el 234) va ser un general militar de Wu Oriental durant els períodes de la tardana Dinastia Han i els Tres Regnes de la història xinesa. Encara que un general actiu amb alt rang, se li coneixia per desitjar riquesa i tresors, i per vestir-se de manera cridanera. Hom deia que ell mataria oficials o soldats rics amb la finalitat de confiscar les seves riqueses per a si mateix.